# پنچی
شهر پنچی (به رومانیایی: Panciu) در شهرستان ورنچه در کشور رومانی واقع شده‌است. جمعیت این شهر ۹٬۸۳۴ نفر  است.